# (14367) Hippocrate
(14367) Hippocrate, désignation internationale (14367) Hippokrates, est un astéroïde de la ceinture principale.

## Description
(14367) Hippocrate est un astéroïde de la ceinture principale. Il fut découvert par Freimut Börngen le 8 septembre 1988 à Tautenburg. Il présente une orbite caractérisée par un demi-grand axe de 3,14 UA, une excentricité de 0,201 et une inclinaison de 1,38° par rapport à l'écliptique.
Il fut nommé en hommage au philosophe et médecin grec Hippocrate (460-375 av. J.-C.) vu aujourd'hui comme le père de la médecine en tant que science expérimentale. Il est célèbre pour son serment qui institue des règles éthiques pour les médecins

## Compléments